# Abe Nobuyuki

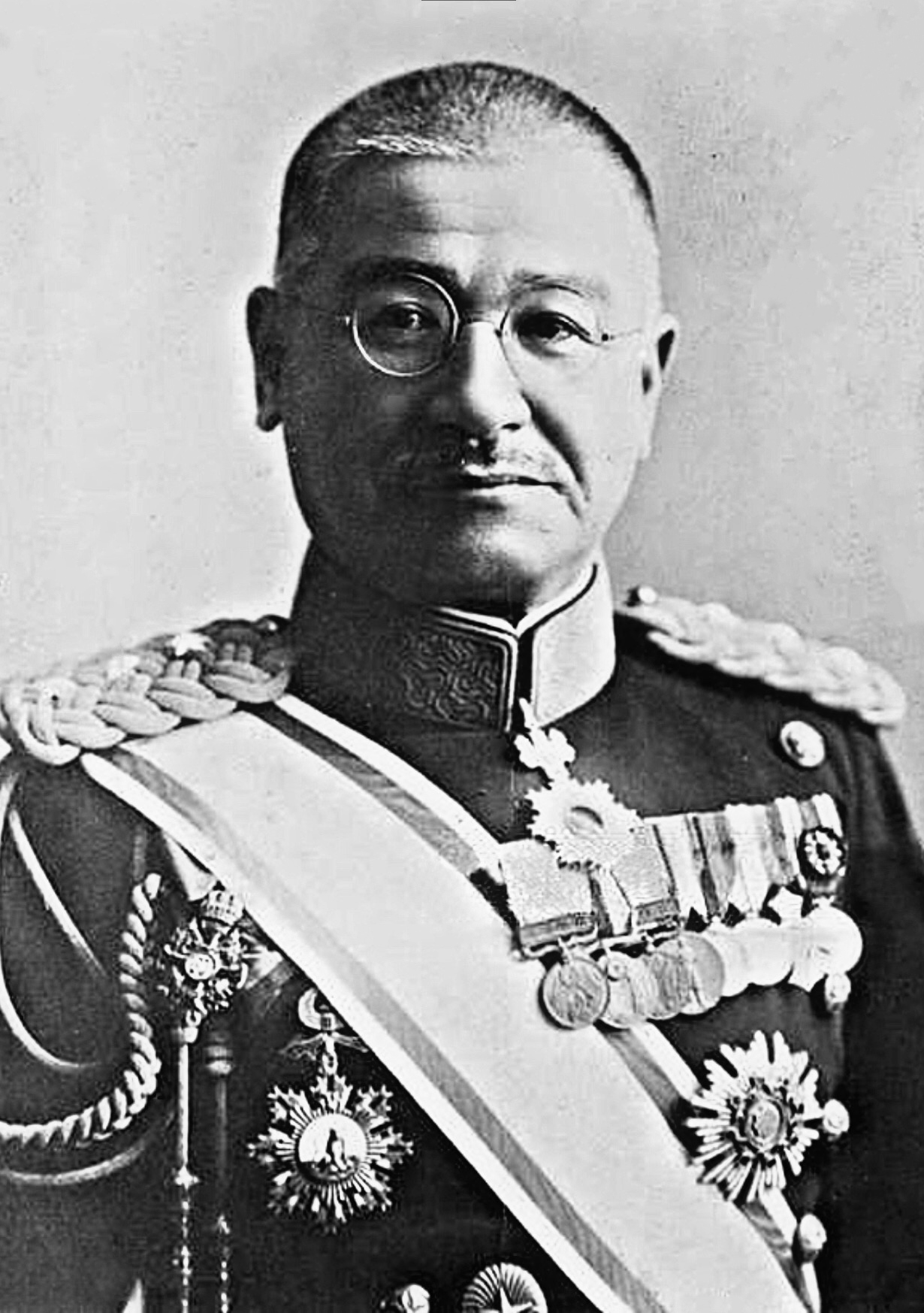
Abe Nobuyuki

Abe Nobuyuki (japanisch 阿部 信行; * 24. November 1875 in Kanazawa, Präfektur Ishikawa, Japan; † 7. September 1953 in Tokio) war ein japanischer General und Politiker. In den Jahren 1939/40 amtierte er für einige Monate als 36. Premierminister des Landes.

## Biografie
Abe trat in die Kaiserlich Japanische Armee ein und stieg nach dem Besuch der Heereshochschule bis zum General auf. Als Major der Artillerie war er von November 1910 bis Januar 1913 als Militärattaché im Deutschen Kaiserreich, wo er unter anderem beim 2. Bataillon des Fußartillerieregiments von Dieskau Nr. 6 in Neiße war. Von Februar 1913 bis Januar 1914 war er als Adjutant des Militärattachés in Wien tätig. 1936 trat er in den Ruhestand und übernahm bis zu dieser Zeit keinerlei politische Ämter.
Am 30. August 1939 nahm er nach dem Rücktritt von Hiranuma Kiichirō den Auftrag vom Shōwa-Tennō (Hirohito) zur Bildung einer neuen Regierung an und wurde Hiranumas Nachfolger als Premierminister.
Seine Befähigung für dieses Amt schien hauptsächlich darin zu liegen, dass er als Premierminister mit der vorherrschenden Armee zusammenarbeiten könnte. Obwohl er nie aktive Kommandeurstätigkeiten innehatte, hatte er doch eine große Kenntnis von der Arbeit der Militärmaschinerie. Als Premierminister suchte er zum einen politische Beziehungen zur Sowjetunion, zum anderen mit dem Westen, während er die Errichtung einer Marionettenregierung in China plante. Diese Politik führte zum Waffenstillstand mit der Sowjetunion, um dadurch die Beendigung einer langen Reihe von Konflikten entlang der Grenzen zu Mandschukuo und der Mongolei zu beenden. Andererseits begann er die Verhandlungen mit den USA zur Wiederbelebung eines Handelsabkommens. Zeitweise war er 1939 auch Außenminister.
Im Dezember 1939 kam es zur Kritik an seiner Regierung wegen der Anhebung der Preise für Reis und Kraftstoffe. Anfang 1940 unterzeichneten 276 der 448 Mitglieder des Unterhauses (Shūgiin) einen Misstrauensantrag. Die Kommandeure der Armee waren trotz ihrer Machtbefugnisse nicht darauf vorbereitet eine beim Volk und den Parteien unpopuläre Regierung zu tragen, da sie fühlten, dass ihre „Nationale Politik“ in China der Unterstützung einer Regierung mit parlamentarischem Rückhalt bedurfte. Aus diesem Grund wurde am 16. Januar 1940 Admiral Yonai Mitsumasa Nachfolger Abes als Premierminister.
1942 wurde er Vorsitzender des Yokusan Seijikai, der Einheitsorganisation der Politiker im Parlament, und zum Mitglied des Kizokuin, des Herrenhauses, ernannt.
Zwischen 1944 und 1945 war er Generalgouverneur von Korea. Seit Anfang August 1945 bereitete die japanische Verwaltung unter ihm die Übergabe der längerfristig nicht haltbaren Kolonie an die lokale Bevölkerung vor, um ein Machtvakuum zu verhindern und seinen Leuten einen geordneten Rückzug zu ermöglichen. Schließlich übergab er das Territorium im September 1945 an die alliierten Siegermächte. Damit erfolgte die Umsetzung der in der Kairo-Konferenz von November 1943 garantierten Souveränität Koreas.
Nach Kriegsende wurde Abe zunächst als mutmaßlicher Kriegsverbrecher der Klasse A inhaftiert, dann aber vor Beginn der Tokioter Prozesse entlassen.